# Мезон-Альфор
Мезо́н-Альфо́р (фр. Maisons-Alfort) — місто та муніципалітет у Франції, у регіоні Іль-де-Франс, департамент Валь-де-Марн. Населення — 58 068 осіб (01.01.2021).
Муніципалітет розташований на відстані близько 9 км на південний схід від Парижа, 3 км на північний захід від Кретея.
Місто відоме як осідок французької Національної ветеринарної школи Альфор, найвідомішої ветеринарної медичної школи у Франції. На території ветеринарної школи розташований Музей Фрагонара, присвячений історії медицини. Основою експозиції музею стала приватна колекція анатома Оноре Фрагонара (1732—1799) та його знамениті анатомічні препарати, виконані в техніці екорше.

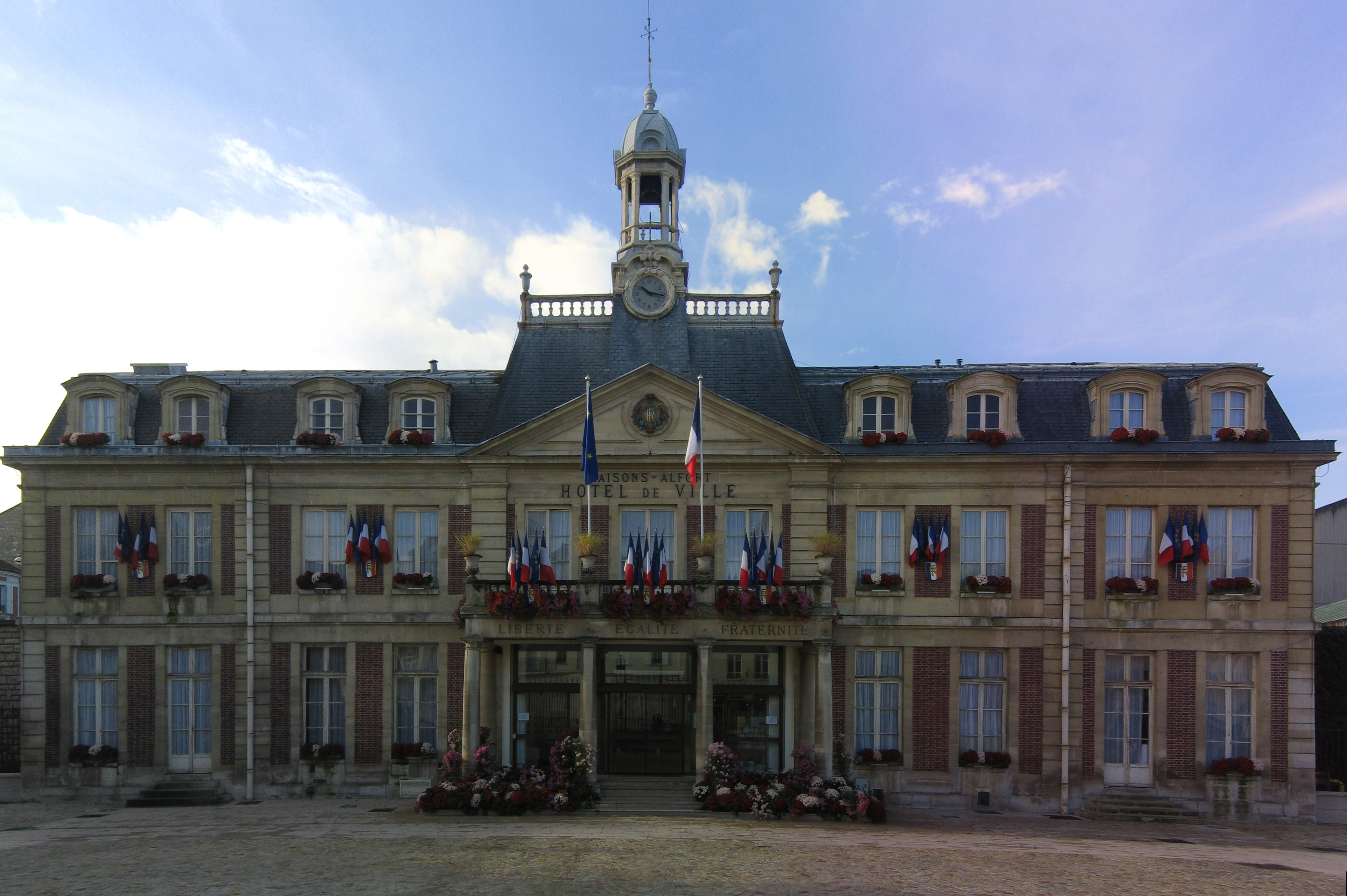
Мерія

## Демографія
Динаміка населення (INSEE ):
Розподіл населення за віком та статтю (2006):
| Стать | Всього | До 15 років | 15-24 | 25-44 | 45-64 | 65-85 | Понад 85 |
| --- | ------ | ----------- | ----- | ----- | ----- | ----- | -------- |
| Чоловіки | 25 427 | 4503        | 3362  | 8241  | 6533  | 2541  | 247      |
| Жінки | 27 801 | 4235        | 3694  | 8504  | 6703  | 3974  | 691      |
| \| Статево-вікова піраміда \| Статево-вікова піраміда \| Статево-вікова піраміда \| \| ----------------------- \| ----------------------- \| ----------------------- \| \| Чоловіки \| Вік \| Жінки \| \| 247 \| 85 + \| 691 \| \| 360 \| 80-84 \| 915 \| \| 598 \| 75-79 \| 1106 \| \| 765 \| 70-74 \| 972 \| \| 818 \| 65-69 \| 981 \| \| 1214 \| 60-64 \| 1198 \| \| 1667 \| 55-59 \| 1915 \| \| 1542 \| 50-54 \| 1733 \| \| 2110 \| 45-49 \| 1857 \| \| 1806 \| 40-44 \| 1961 \| \| 1974 \| 35-39 \| 1974 \| \| 2218 \| 30-34 \| 2154 \| \| 2243 \| 25-29 \| 2415 \| \| 1883 \| 20-24 \| 2324 \| \| 1479 \| 15-20 \| 1370 \| \| 1450 \| 10-14 \| 1267 \| \| 1346 \| 5-9 \| 1446 \| \| 1707 \| 0-4 \| 1522 \| |        |             |       |       |       |       |          |
| Статево-вікова піраміда |        |             |       |       |       |       |          |
| Чоловіки | Вік    | Жінки       |       |       |       |       |          |
| 247 | 85 +   | 691         |       |       |       |       |          |
| 360 | 80-84  | 915         |       |       |       |       |          |
| 598 | 75-79  | 1106        |       |       |       |       |          |
| 765 | 70-74  | 972         |       |       |       |       |          |
| 818 | 65-69  | 981         |       |       |       |       |          |
| 1214 | 60-64  | 1198        |       |       |       |       |          |
| 1667 | 55-59  | 1915        |       |       |       |       |          |
| 1542 | 50-54  | 1733        |       |       |       |       |          |
| 2110 | 45-49  | 1857        |       |       |       |       |          |
| 1806 | 40-44  | 1961        |       |       |       |       |          |
| 1974 | 35-39  | 1974        |       |       |       |       |          |
| 2218 | 30-34  | 2154        |       |       |       |       |          |
| 2243 | 25-29  | 2415        |       |       |       |       |          |
| 1883 | 20-24  | 2324        |       |       |       |       |          |
| 1479 | 15-20  | 1370        |       |       |       |       |          |
| 1450 | 10-14  | 1267        |       |       |       |       |          |
| 1346 | 5-9    | 1446        |       |       |       |       |          |
| 1707 | 0-4    | 1522        |       |       |       |       |          |

## Економіка
2010 року серед 36 392 осіб працездатного віку (15—64 років) 28 246 були активними, 8146 — неактивними (показник активності 77,6%, у 1999 році було 75,3%). З 28 246 активних мешканців працювало 25 698 осіб (12 758 чоловіків та 12 940 жінок), безробітними було 2548 (1279 чоловіків та 1269 жінок). Серед 8146 неактивних 3813 осіб було учнями чи студентами, 2436 — пенсіонерами, 1897 були неактивними з інших причин.

У 2010 році у муніципалітеті числилось 24275 оподаткованих домогосподарств, у яких проживали 54370,0 особи, медіана доходів виносила 23 461 євро на одного особоспоживача.

## Відомі особистості
В поселенні народився:
- Марлен Ларюель (* 1972) — французький історик, соціолог і політолог.